# Carlia scirtetis
Carlia scirtetis är en ödleart som beskrevs av  Ingram och COVACEVICH 1980. Carlia scirtetis ingår i släktet Carlia och familjen skinkar. Inga underarter finns listade.